# 二十家子水库
二十家子水库是中国吉林省四平市公主岭市境内的一座水库，位于二十家子河上，建于1962年。水库正常库容为688万立方米，集雨面积为44平方千米，海拔为223米。